# 일레븐 (밴드)

## 앨범

### 정규 앨범
- 2010년 일레븐(ELEVEN) 1집 Toy Balloon (Repackage)
- 2012년 일레븐(ELEVEN) 2집 Color Of The Sun
- 2019년 일레븐(ELEVEN) 3집 Finish

### 디지털 싱글 앨범
- 2010년 11월 22일 Insomnia (Single)
- 2011년 3월 8일 Way To The Sun
- 2011년 4월 8일 Too Love To Love (Digital Single)
- 그외 다수 발매

## 경력
- 가슴네트워크/대중음악 Sound 선정 2010년 올해의 음반&노래
- 일레븐 1집 "Toy Balloon" 장려상수상
- M.Net 약 1개월간 "Toy Balloon" 뮤직비디오 방영
- 1인 기획사 "반대칭플레아" 대표